# Chylismia cardiophylla
Chylismia cardiophylla là một loài thực vật có hoa trong họ Anh thảo chiều. Loài này được (Torr.) Small mô tả khoa học đầu tiên năm 1896.